# Francis Jacot
Francis Jacot (* 30. März 1956) ist ein ehemaliger Schweizer Skilangläufer.
Jacot, der für den SC La Sagne startete, wurde bei den Schweizer Juniorenmeisterschaften 1974 Dritter über 15 km. In der Saison 1979/80 errang er mit dem dritten Platz über 50 km bei den Schweizer Meisterschaften in Lenk seine einzige Podestplatzierung bei diesen Meisterschaften und qualifizierte sich damit für die Olympischen Winterspiele 1980 in Lake Placid. Dort belegte er den 42. Platz über 30 km. Im Dezember 1981 gewann er den Nachtlanglauf Im Fang.